# Żydowska dziewczyna
Żydowska dziewczyna, także Żydóweczka (duń. Jødepigen) – baśń literacka autorstwa Hansa Christiana Andersena, wydana po raz pierwszy w Kalendarzu ludowym dla Danii w 1855 roku.

## Publikacja
Andersen utrzymywał relacje z duńskimi Żydami. Mając czternaście lat był świadkiem brutalnych antyżydowskich zamieszek w Kopenhadze, po wprowadzeniu przez króla Fryderyka VI reform uznających różne prawa Żydów w 1819 roku. Pisarz uczęszczał do żydowskiej szkoły w Odense, po tym, jak został pobity przez nauczyciela w szkole publicznej. Opuścił ją w 1811 roku, tylko dlatego, że została zamknięta. Po zdobyciu sławy napisał list z podziękowaniami do Feddera Carstensa, dyrektora żydowskiej szkoły. Przez całe życie cenił sobie przyjęcie, z jakim się spotkał w żydowskiej wszechnicy, będąc wśród Żydów outsiderem. Andersen przeżył też miłość do żydowskiej dziewczyny Sarah Heimann.
Baśń została po raz pierwszy opublikowana w grudniu 1855 roku w „Folkekalender for Danmark, 1856” (pol. Kalendarz ludowy dla Danii, 1856). To wydanie kalendarza mogło być dostępne już pod koniec 1855 roku.

## Fabuła
Sara, mała żydowska dziewczynka, uczęszcza do chrześcijańskiej szkoły. Gdy na lekcji religii inne dzieci słuchają o Jezusie, ona, zamiast przygotowywać się do innych przedmiotów, również przysłuchuje się katechezie. Nauczyciel zauważa, że dziewczynka wie więcej z katechizmu, niż inne chrześcijańskie dzieci. Udaje się do jej ojca, by ten pozwolił jej na zostanie chrześcijanką. Ojciec Sary, chociaż sam słabo praktykujący, poinformował nauczyciela, że nie może tego zrobić, gdyż obiecał swej zmarłej żonie, że wychowa córkę w wierze ojców. Dziewczynka zostaje zabrana z chrześcijańskiej szkoły.
Po latach Sara jest na służbie w jednym z domów mieszczańskich w Jutlandii. Nie może zachowywać szabatu, bo pracuje u rodziny chrześcijańskiej. W każda niedzielę słyszy dochodzące z pobliskiego kościoła dźwięki organów i pobożne śpiewy. Czyta Stary Testament, a Nowy Testament pozostaje dla niej zamkniętą księgą. Któregoś wieczoru słucha ojca rodziny czytającego na głos w salonie opowieść o węgierskim rycerzu, który został pojmany przez tureckiego paszę. Rycerz z powieści jest źle traktowany przez swoich panów, wyśmiewany i obrażany. Rodzinie udaje się go wykupić. Po powrocie do zdrowia wyrusza na wojnę. Pasza trafia do niewoli. Spodziewa się, że dozna zemsty ze strony rycerza, ten jednak puszcza go wolno i każe wracać do rodziny, motywowany ewangelią. Pasza wzruszony prosi o chrzest, spodziewając się śmierci, przyjął bowiem truciznę, która ma zabić go w ciągu kilku godzin. Sarę wzrusza odczytana opowieść, jak przed laty w chrześcijańskiej szkole przejmuje ją wielkość ewangelii. Przypomina sobie jednak słowa matki: „Nie pozwólcie, żeby moje dziecko zostało chrześcijaninem!”.
Sara może opuścić dom państwa po śmierci mężczyzny. Pozostaje jednak, by opiekować się jego schorowaną żoną. Któregoś dnia ta prosi ją, by poczytać jej Biblię. Otwarła się na Jezusa, wypowiedziała jego imię i otrzymała chrzest w ogniu wiary. Wkrótce zmarła w przytułku. Została pochowana w grobie poza cmentarzem chrześcijańskim, tuż przy murze. Oczekuje na zmartwychwstanie w Chrystusie.

## Polskie wydania
- ok. 1923 – Żydóweczka (Władysław Witwicki (tłum.), Wanda Młodnicka (tłum.): Nowy wybór bajek Andersena. Lwów • Warszawa • Poznań: H. Altenberg • E. Wende • M. Niemierkiewicz, s. 74–78. [dostęp 2025-03-27].)
- 1956 – Żydowska dziewczyna Stefania Beylin (tłum.), Jarosław Iwaszkiewicz (tłum.), Stanisław Sawicki (tłum.): Baśnie. Warszawa: Państwowe Instytut Wydawniczy. Brak numerów stron w książce
- 2006 – Żydówka, w tłum. Bogusławy Sochańskiej, Baśnie i opowieści. T. II: 1852–1862 (z oryginału duńskiego).